# Cowboy Bebop (2021)
Cowboy Bebop  é uma série de televisão americana de ficção cientifica  criada por  André Nemec baseado no anime de mesmo nome foi  escrita por Christopher Yost e é estrelada pelos atores John Cho, Mustafa Shakir, Daniella Pineda, Elena Satine e Alex Hassell. Os primeiros 10 episódios foram lançados no dia 19 de novembro de 2021 na Netflix. A temporada foi criticada por seu enredo, edição e cenas de ação, mas foi elogiada por seu elenco principal.
Em 10 de dezembro de 2021 foi confirmado o cancelamento da série, o motivo foram as críticas do público. Mesmo a série tendo sido bastante assistida no lançamento, a audiência caiu drasticamente na última semana de novembro.

## Resumo
A história se passa no ano de 2071, a série enfoca as aventuras de um grupo desorganizado de caçadores de recompensas perseguindo criminosos em todo o Sistema Solar na nave Bebop.

## Elenco

### Principal
- John Cho como Spike Spiegel
- Mustafa Shakir como Jet Black
- Daniella Pineda como Faye Valentine
- Elena Satine como Julia
- Alex Hassell como Vicious

### Recorrente
- Tamara Tunie
- Mason Alexander Park
- Ira Munn
- Lucy Currey
- Geoff Stults
- Rachel House
- Ann Truong
- Ann Truong

### Participações especiais
- Jan Uddin
- Cali Nelle como Abdul Hakim
- Adrienne Barbeau como Maria Murdock
- Josh Randall como Pierrot Le Fou
- Rodney Cook

## Crítica
A resposta crítica à série foi descrita como "mista" e "amplamente negativa". No agregador de resenhas Rotten Tomatoes, a série possui um índice de aprovação de 48% com base em 64 críticas, com uma classificação média de 5,8/10. O consenso dos críticos do site diz: "'Talvez da próxima vez, Space Cowboy'. Este live action tem uma equipe divertida o suficiente para passar o tempo, mas decepcionantemente substitui a emoção do material original por algo Kitsch." De acordo com Metacritic, que calculou uma pontuação média de 45 em 100 a partir de 26 críticas, a série recebeu "críticas mistas ou médias".

## Produção
Em 6 de junho de 2017 foi anunciado que haveria a produção do live action de Cowboy Bebop com produção da Tomorrow Studios em parceria com Marty Adelstein e o estúdio Sunrise, que foi o produtor do anime original. Em 27 de novembro de 2018, a Netflix anunciou que a série live action estaria indo para seu serviço de streaming.